# Agamopus convexus
Agamopus convexus là một loài bọ cánh cứng trong họ Bọ hung (Scarabaeidae).